# Gran Premio di Germania 1981
Il Gran Premio di Germania 1981 è stata la decima prova della stagione 1981 del Campionato mondiale di Formula 1. Si è corsa domenica 2 agosto 1981 sull'Hockenheimring. La gara è stata vinta dal brasiliano Nelson Piquet su Brabham-Ford Cosworth; per il vincitore si trattò del sesto successo nel mondiale. Ha preceduto sul traguardo i francesi Alain Prost su Renault e Jacques Laffite su Ligier-Matra.

## Vigilia

### Sviluppi futuri
Durante il weekend del gran premio venne annunciato che la Brabham avrebbe utilizzato, dal Gp di Monza un motore turbo, fornito dalla BMW. Tale propulsore era già stato testato nel corso delle prove del GP di Silverstone, senza però essere utilizzato in gara.

### Aspetti tecnici
Gérard Ducarouge, tecnico della Ligier, abbandonò la scuderia francese.
Il 27 luglio, presso il proprio Museo Storico di Arese, l'Alfa Romeo presentò una nuova versione della 179C, vettura dotata di motore turbo. Si trattava però solo un prototipo, visto che la versione definitiva sarebbe stata costruita in fibra di carbonio. La vettura, che non partecipò a gare del mondiale (anche se ne venne prospettato l'impiego per il successivo Gran Premio d'Italia), venne testata, presso la pista del Balocco, da Giorgio Francia. Il motore turbo era frazionato in 8 cilindri, e non in sei, come il Ferrari 021 e il Renault EF1, o 4, come l'Hart, motori sovralimentati già presenti in F1.

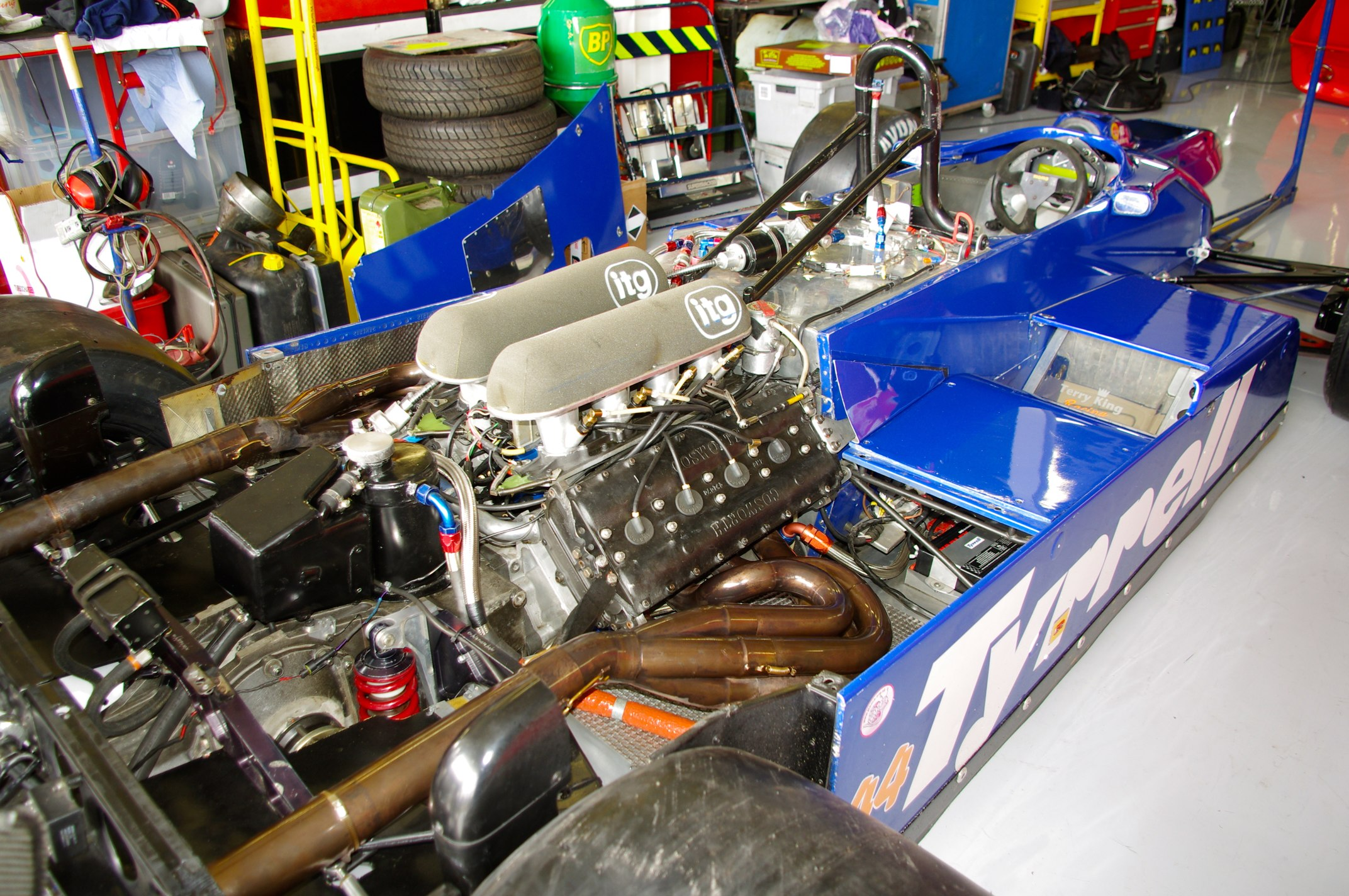
Un particolare di una Tyrrell 011; la monoposto esordì nel Gran Premio di Germania 1981, con Eddie Cheever alla guida.

La Tyrrell abbandonò anch'essa le Michelin e passò alle Avon. Venne inoltre presentata la 011 affidata al solo Eddie Cheever. La McLaren, invece, firnò un accordo con la Michelin per terminare la stagione con le gomme francesi.

### Aspetti sportivi
Dopo l'incidente nel precedente Gp di Gran Bretagna, la permanenza di Andrea De Cesaris alla McLaren venne messa in dubbio. Si prospettò la sua sostituzione con Keke Rosberg o Stefan Johansson. Il romano rimase però al volante della vettura inglese.
March e Theodore iscrissero nuovamente una sola vettura. Fu in dubbio inoltre la partecipazione alla gara per la Fittipaldi, che si dibatteva in pesanti difficoltà finanziarie.

## Qualifiche

### Resoconto
I lunghi rettilinei del circuito tedesco favorivano le vetture dotate di motore turbo: le due Renault furono le più rapide al venerdì, con René Arnoux che precedette Alain Prost per 15 centesimi. Terzo fu Alan Jones, staccato di mezzo secondo da Arnoux. Le Ferrari chiusero quarta (con Didier Pironi) e sesta con Gilles Villeneuve. Su entrambe le vetture di Maranello però vi furono delle rotture del motore. Più lento fu Carlos Reutemann, leader del mondiale, che ottenne un tempo di due secondi più alto di quello di Arnoux.
Al sabato Alain Prost segnò 1'47"50, e strappò al compagno di scuderia Arnoux la pole position, la prima nel mondiale di F1. Prost era il sessantunesimo pilota a riuscire nell'impresa, nella storia del mondiale. Arnoux confermò la prima fila, staccato di 46 centesimi, mentre Carlos Reutemann conquistò la terza piazza di partenza, pur in presenza di un trattamento migliore verso il compagno di team Alan Jones, a cui vennero fornite tre gomme da tempo. L'australiano soffriva però per una bronchite. Proseguirono i problemi tecnici per la Ferrari, che chiuse comunque quinta con Pironi e ottava con Villeneuve.

### Risultati
I risultati delle qualifiche furono i seguenti:
| Pos | Nº | Pilota             | Costruttore              | Tempo   | Griglia |
| --- | -- | ------------------ | ------------------------ | ------- | ------- |
| 1   | 15 | Alain Prost        | Renault                  | 1'47"50 | 1       |
| 2   | 16 | René Arnoux        | Renault                  | 1'47"96 | 2       |
| 3   | 2  | Carlos Reutemann   | Williams-Ford Cosworth   | 1'48"43 | 3       |
| 4   | 1  | Alan Jones         | Williams-Ford Cosworth   | 1'48"49 | 4       |
| 5   | 28 | Didier Pironi      | Ferrari                  | 1'49"00 | 5       |
| 6   | 5  | Nelson Piquet      | Brabham-Ford Cosworth    | 1'49"03 | 6       |
| 7   | 26 | Jacques Laffite    | Ligier-Matra             | 1'49"28 | 7       |
| 8   | 27 | Gilles Villeneuve  | Ferrari                  | 1'49"44 | 8       |
| 9   | 7  | John Watson        | McLaren-Ford Cosworth    | 1'49"52 | 9       |
| 10  | 8  | Andrea De Cesaris  | McLaren-Ford Cosworth    | 1'49"58 | 10      |
| 11  | 25 | Patrick Tambay     | Ligier-Matra             | 1'50"00 | 11      |
| 12  | 22 | Mario Andretti     | Alfa Romeo               | 1'50"64 | 12      |
| 13  | 29 | Riccardo Patrese   | Arrows-Ford Cosworth     | 1'50"65 | 13      |
| 14  | 12 | Elio De Angelis    | Lotus-Ford Cosworth      | 1'50"74 | 14      |
| 15  | 11 | Nigel Mansell      | Lotus-Ford Cosworth      | 1'50"86 | 15      |
| 16  | 6  | Héctor Rebaque     | Brabham-Ford Cosworth    | 1'51"17 | 16      |
| 17  | 32 | Jean-Pierre Jarier | Osella-Ford Cosworth     | 1'52"19 | 17      |
| 18  | 3  | Eddie Cheever      | Tyrrell-Ford Cosworth    | 1'52"19 | 18      |
| 19  | 23 | Bruno Giacomelli   | Alfa Romeo               | 1'52"21 | 19      |
| 20  | 9  | Slim Borgudd       | ATS-Ford Cosworth        | 1'52"54 | 20      |
| 21  | 17 | Derek Daly         | March-Ford Cosworth      | 1'52"65 | 21      |
| 22  | 33 | Marc Surer         | Theodore-Ford Cosworth   | 1'52"85 | 22      |
| 23  | 14 | Eliseo Salazar     | Ensign-Ford Cosworth     | 1'53"16 | 23      |
| 24  | 30 | Siegfried Stohr    | Arrows-Ford Cosworth     | 1'53"19 | 24      |
| NQ  | 20 | Keke Rosberg       | Fittipaldi-Ford Cosworth | 1'53"28 | NQ      |
| NQ  | 35 | Brian Henton       | Toleman-Hart             | 1'53"31 | NQ      |
| NQ  | 31 | Beppe Gabbiani     | Osella-Ford Cosworth     | 1'53"39 | NQ      |
| NQ  | 36 | Derek Warwick      | Toleman-Hart             | 1'53"58 | NQ      |
| NQ  | 4  | Michele Alboreto   | Tyrrell-Ford Cosworth    | 1'53"69 | NQ      |
| NQ  | 21 | Chico Serra        | Fittipaldi-Ford Cosworth | 1'54"89 | NQ      |

## Gara

### Resoconto
Alain Prost scattò in testa davanti a Carlos Reutemann, René Arnoux, Didier Pironi (col ferrarista che già alla prima chicane passò il pilota della Renault)  e  Alan Jones. Arnoux fu costretto subito ai box per una foratura, dovuta a un contatto con Piquet.
Già al secondo giro Didier Pironi si ritirò per un guasto elettrico sulla sua monoposto. Tre giri dopo Jones, che al quarto passaggio, aveva fatto segnare il miglior giro del gran premio, passò il compagno di scuderia Reutemann. La classifica era sempre guidata da Prost, seguito dalla due Williams, poi Nelson Piquet, Jacques Laffite, Gilles Villeneuve e Patrick Tambay. Al giro 8 Tambay sopravanzò Villeneuve, mentre Jones attaccava, senza successo Prost. Il duello tra i primi due proseguì per diversi giri: ciò permise l'avvicinamento di Nelson Piquet e di Carlos Reutemann.
Villeneuve scontava dei problemi agli pneumatici mentre l'altro pilota della Brabham, Héctor Rebaque, entrò in zona punti al giro 12, dopo il sorpasso su Tambay. Al quindicesimo giro Reutemann riprese il terzo posto, passando Piquet.
Al ventunesimo passaggio Alan Jones sfruttò, all'interno del Motodrom, un malinteso tra Prost e Arnoux (il primo stava doppiando il secondo), e divenne primo. Al giro 27 Piquet riprese nuovamente la terza piazza a Reutemann, che un giro dopo fu costretto al ritiro col motore fuori uso.
Nella parte centrale di gara furono soggetti a problemi tecnici sia Jones che Prost. Il primo scontava dei guai all'alimentazione mentre il francese aveva un guasto al limitatore del turbo. Tra il 37º e il 39º passaggio Piquet non ebbe difficoltà a passarli entrambi e portarsi al primo posto. Jones resistette fino al giro 42, quando si presentò ai box nel tentativo di far riparare la sua vettura. L'australiano riprese la gara ma ormai era sceso al di fuori della zona dei punti.
Nelson Piquet si aggiudicò la gara, davanti a due francesi, Alain Prost e Jacques Laffite. Jean-Pierre Jarier chiuse ottavo con l'Osella, miglior prestazione, fino a quel momento, per la scuderia italiana.

### Risultati
I risultati del gran premio furono i seguenti:
| Pos | No | Pilota             | Costruttore              | Giri | Tempo/Ritiro            | Pos. Griglia | Punti |
| --- | -- | ------------------ | ------------------------ | ---- | ----------------------- | ------------ | ----- |
| 1   | 5  | Nelson Piquet      | Brabham-Ford Cosworth    | 45   | 1h25'55"60              | 6            | 9     |
| 2   | 15 | Alain Prost        | Renault                  | 45   | + 11"52                 | 1            | 6     |
| 3   | 26 | Jacques Laffite    | Ligier-Matra             | 45   | + 1'04"60               | 7            | 4     |
| 4   | 6  | Héctor Rebaque     | Brabham-Ford Cosworth    | 45   | + 1'39"69               | 16           | 3     |
| 5   | 3  | Eddie Cheever      | Tyrrell-Ford Cosworth    | 45   | + 1'50"52               | 18           | 2     |
| 6   | 7  | John Watson        | McLaren-Ford Cosworth    | 44   | + 1 giro                | 9            | 1     |
| 7   | 11 | Elio De Angelis    | Lotus-Ford Cosworth      | 44   | + 1 giro                | 14           |       |
| 8   | 32 | Jean-Pierre Jarier | Osella-Ford Cosworth     | 44   | + 1 giro                | 17           |       |
| 9   | 22 | Mario Andretti     | Alfa Romeo               | 44   | + 1 giro                | 12           |       |
| 10  | 27 | Gilles Villeneuve  | Ferrari                  | 44   | + 1 giro                | 8            |       |
| 11  | 1  | Alan Jones         | Williams-Ford Cosworth   | 44   | + 1 giro                | 4            |       |
| 12  | 30 | Siegfried Stohr    | Arrows-Ford Cosworth     | 44   | + 1 giro                | 26           |       |
| 13  | 16 | René Arnoux        | Renault                  | 44   | + 1 giro                | 2            |       |
| 14  | 33 | Marc Surer         | Theodore-Ford Cosworth   | 43   | Sospensione             | 22           |       |
| 15  | 23 | Bruno Giacomelli   | Alfa Romeo               | 43   | + 2 giri                | 17           |       |
| NC  | 14 | Eliseo Salazar     | Ensign-Ford Cosworth     | 39   | Non classificato        | 23           |       |
| Rit | 9  | Slim Borgudd       | ATS-Ford Cosworth        | 35   | Motore                  | 28           |       |
| Rit | 2  | Carlos Reutemann   | Williams-Ford Cosworth   | 27   | Motore                  | 3            |       |
| Rit | 29 | Riccardo Patrese   | Arrows-Ford Cosworth     | 27   | Motore                  | 13           |       |
| Rit | 25 | Patrick Tambay     | Ligier-Matra             | 27   | Trasmissione            | 11           |       |
| Rit | 17 | Derek Daly         | March-Ford Cosworth      | 15   | Sospensione             | 21           |       |
| Rit | 12 | Nigel Mansell      | Lotus-Ford Cosworth      | 12   | Perdita d'olio          | 15           |       |
| Rit | 8  | Andrea De Cesaris  | McLaren-Ford Cosworth    | 4    | Collisione con P.Tambay | 10           |       |
| Rit | 28 | Didier Pironi      | Ferrari                  | 1    | Problemi elettrici      | 5            |       |
| NQ  | 20 | Keke Rosberg       | Fittipaldi-Ford Cosworth |      |                         |              |       |
| NQ  | 35 | Brian Henton       | Toleman-Hart             |      |                         |              |       |
| NQ  | 31 | Beppe Gabbiani     | Osella-Ford Cosworth     |      |                         |              |       |
| NQ  | 36 | Derek Warwick      | Toleman-Hart             |      |                         |              |       |
| NQ  | 4  | Michele Alboreto   | Tyrrell-Ford Cosworth    |      |                         |              |       |
| NQ  | 21 | Chico Serra        | Fittipaldi-Ford Cosworth |      |                         |              |       |

## Classifiche

### Piloti
| Pos. | Pilota            | Punti |
| ---- | ----------------- | ----- |
| 1    | Carlos Reutemann  | 43    |
| 2    | Nelson Piquet     | 35    |
| 3    | Jacques Laffite   | 25    |
| 4    | Alan Jones        | 24    |
| 5    | Gilles Villeneuve | 21    |
| 6    | John Watson       | 20    |
| 7    | Alain Prost       | 19    |
| 8    | Riccardo Patrese  | 10    |
| 9    | Eddie Cheever     | 10    |
| 10   | Héctor Rebaque    | 8     |
| 11   | Elio De Angelis   | 8     |
| 12   | Didier Pironi     | 7     |
| 13   | Nigel Mansell     | 5     |
| 14   | René Arnoux       | 5     |
| 15   | Marc Surer        | 4     |
| 16   | Mario Andretti    | 3     |
| 17   | Patrick Tambay    | 1     |
| =    | Andrea De Cesaris | 1     |
| =    | Slim Borgudd      | 1     |

### Costruttori
| Pos. | Team                   | Punti |
| ---- | ---------------------- | ----- |
| 1    | Williams-Ford Cosworth | 67    |
| 2    | Brabham-Ford Cosworth  | 43    |
| 3    | Ferrari                | 28    |
| 4    | Ligier-Matra           | 25    |
| 5    | Renault                | 24    |
| 6    | McLaren-Ford Cosworth  | 21    |
| 7    | Lotus-Ford Cosworth    | 13    |
| 8    | Arrows-Ford Cosworth   | 10    |
| 9    | Tyrrell-Ford Cosworth  | 10    |
| 10   | Ensign-Ford Cosworth   | 4     |
| 11   | Alfa Romeo             | 3     |
| 12   | Theodore-Ford Cosworth | 1     |
| =    | ATS-Ford Cosworth      | 1     |